# Takahisa Shiraishi
Takahisa Shiraishi (28 oktober 1975) is een Japans voetbalcoach.

## Carrière
In het seizoen 2018/19 was hij assistent-trainer bij Excelsior Rotterdam. Daarvoor was hij ook hoofdtrainer van vrouwenploeg CE Sant Gabriel en werkte hij als performance analist voor zijn landgenoot Keisuke Honda. Shiraishi diende bij Excelsior onder hoofdtrainers Adrie Poldervaart en Ricardo Moniz. Op het einde van het seizoen degradeerde hij met de club uit de Eredivisie.
In september 2019 haalde de Belgische eersteklasser Sint-Truidense VV hem binnen als assistent voor beloftentrainer Nicky Hayen. Toen Hayen in het najaar van 2019 even overnam als hoofdtrainer na het ontslag van Marc Brys, volgde Shiraishi hem. Shiraishi werkte tot 2021 bij STVV.
Toen KMSK Deinze in januari 2022 werd overgenomen door de Singaporese investeringsmaatschappij ACA Football Partners, werd Takahisa er aangesteld als directeur voetbal. Op 19 mei 2022 liet Deinze weten dat Shiraishi de fakkel van Wim De Decker overnam als hoofdtrainer van de 1B-club. Na een mislukte seizoensstart (5 op 18) namen trainer en club na zes competitiespeeldagen in september 2022 in onderling overleg afscheid van elkaar. Deinze was op dat moment voorlaatste met amper een punt meer dan hekkensluiter FCV Dender EH.
1 Verwaal ·
2 El Banouhi ·
3 Boone ·
4 De Greef ·
5 Bizimana ·
6 Lecomte ·
7 Staelens ·
8 Tarfi ·
9 Mertens ·
10 Hendrickx ·
11 Challouk ·
12 Van Walle ·
13 Prychynenko  ·
14 Dansoko ·
15 De Looze ·
16 Janssens ·
17 Vansteenkiste ·
20 Schamp ·
22 Blondelle ·
23 Vandenberghe ·
25 Tossavi ·
27 Geeraerts ·
28 Dutoit ·
34 Abrahams ·
59 Fuakala ·
99 De Belder ·
Coach: De Decker
· Assistent-coach: Monteyne
· Assistent-coach: Le Postollec